# Eleições legislativas portuguesas de 1991 no distrito do Porto
| Eleições legislativas portuguesas de 1991 Distritos: Aveiro \| Beja \| Braga \| Bragança \| Castelo Branco \| Coimbra \| Évora \| Faro \| Guarda \| Leiria \| Lisboa \| Portalegre \| Porto \| Santarém \| Setúbal \| Viana do Castelo \| Vila Real \| Viseu \| Açores \| Madeira \| Estrangeiro |

 fora pt

## Resultados por Concelho
Os resultados nos concelhos do Distrito do Porto foram os seguintes:

### Amarante
| Partido                 | Partido                        | Votos  | %               | +/-  |
| ----------------------- | ------------------------------ | ------ | --------------- | ---- |
|                         | Partido Social Democrata       | 15 651 | 55,18 / 100,00  | 1,78 |
|                         | Partido Socialista             | 9 155  | 32,28 / 100,00  | 5,93 |
|                         | Centro Democrático e Social    | 1 071  | 3,78 / 100,00   | 0,11 |
|                         | Coligação Democrática Unitária | 811    | 2,86 / 100,00   | 2,38 |
|                         | Outros                         | 1 050  | 3,71 / 100,00   |      |
| Votos Inválidos         | Votos Inválidos                | 626    | 2,21 / 100,00   | 0,50 |
| Total                   | Total                          | 28 364 | 100,00 / 100,00 |      |
| Eleitorado/Participação | Eleitorado/Participação        | 42 808 | 66,26 / 100,00  | 5,34 |

### Baião
| Partido                 | Partido                           | Votos  | %               | +/-  |
| ----------------------- | --------------------------------- | ------ | --------------- | ---- |
|                         | Partido Social Democrata          | 6 464  | 56,05 / 100,00  | 3,62 |
|                         | Partido Socialista                | 3 503  | 30,38 / 100,00  | 2,83 |
|                         | Centro Democrático e Social       | 415    | 3,60 / 100,00   | 0,29 |
|                         | Coligação Democrática Unitária    | 276    | 2,39 / 100,00   | 1,71 |
|                         | Partido da Solidariedade Nacional | 115    | 1,00 / 100,00   | Novo |
|                         | Outros                            | 429    | 3,72 / 100,00   |      |
| Votos Inválidos         | Votos Inválidos                   | 330    | 2,86 / 100,00   | 1,53 |
| Total                   | Total                             | 11 532 | 100,00 / 100,00 |      |
| Eleitorado/Participação | Eleitorado/Participação           | 18 736 | 61,55 / 100,00  | 1,37 |

### Felgueiras
| Partido                 | Partido                        | Votos  | %               | +/-  |
| ----------------------- | ------------------------------ | ------ | --------------- | ---- |
|                         | Partido Social Democrata       | 15 492 | 54,27 / 100,00  | 0,51 |
|                         | Partido Socialista             | 9 433  | 33,04 / 100,00  | 7,10 |
|                         | Centro Democrático e Social    | 1 178  | 4,13 / 100,00   | 0,48 |
|                         | Coligação Democrática Unitária | 827    | 2,90 / 100,00   | 2,55 |
|                         | Outros                         | 1 068  | 3,75 / 100,00   |      |
| Votos Inválidos         | Votos Inválidos                | 549    | 1,92 / 100,00   | 0,57 |
| Total                   | Total                          | 28 547 | 100,00 / 100,00 |      |
| Eleitorado/Participação | Eleitorado/Participação        | 38 689 | 73,79 / 100,00  | 2,44 |

### Gondomar
| Partido                 | Partido                           | Votos   | %               | +/-  |
| ----------------------- | --------------------------------- | ------- | --------------- | ---- |
|                         | Partido Social Democrata          | 38 683  | 48,16 / 100,00  | 1,29 |
|                         | Partido Socialista                | 26 436  | 32,91 / 100,00  | 6,87 |
|                         | Coligação Democrática Unitária    | 7 912   | 9,85 / 100,00   | 4,71 |
|                         | Centro Democrático e Social       | 2 417   | 3,01 / 100,00   | 0,28 |
|                         | Partido da Solidariedade Nacional | 907     | 1,13 / 100,00   | Novo |
|                         | Outros                            | 2 381   | 2,98 / 100,00   |      |
| Votos Inválidos         | Votos Inválidos                   | 1 592   | 1,99 / 100,00   | 0,27 |
| Total                   | Total                             | 80 328  | 100,00 / 100,00 |      |
| Eleitorado/Participação | Eleitorado/Participação           | 112 091 | 71,66 / 100,00  | 7,49 |

### Lousada
| Partido                 | Partido                        | Votos  | %               | +/-  |
| ----------------------- | ------------------------------ | ------ | --------------- | ---- |
|                         | Partido Social Democrata       | 11 460 | 53,53 / 100,00  | 1,51 |
|                         | Partido Socialista             | 7 285  | 34,03 / 100,00  | 7,68 |
|                         | Centro Democrático e Social    | 790    | 3,69 / 100,00   | 0,19 |
|                         | Coligação Democrática Unitária | 736    | 3,44 / 100,00   | 2,28 |
|                         | Outros                         | 777    | 3,64 / 100,00   |      |
| Votos Inválidos         | Votos Inválidos                | 361    | 1,68 / 100,00   | 0,48 |
| Total                   | Total                          | 21 409 | 100,00 / 100,00 |      |
| Eleitorado/Participação | Eleitorado/Participação        | 30 044 | 71,26 / 100,00  | 3,36 |

### Maia
| Partido                 | Partido                           | Votos  | %               | +/-  |
| ----------------------- | --------------------------------- | ------ | --------------- | ---- |
|                         | Partido Social Democrata          | 27 238 | 50,93 / 100,00  | 1,93 |
|                         | Partido Socialista                | 18 011 | 33,68 / 100,00  | 5,57 |
|                         | Coligação Democrática Unitária    | 3 340  | 6,25 / 100,00   | 2,74 |
|                         | Centro Democrático e Social       | 1 930  | 3,61 / 100,00   | 0,07 |
|                         | Partido da Solidariedade Nacional | 564    | 1,05 / 100,00   | Novo |
|                         | Outros                            | 1 455  | 2,72 / 100,00   |      |
| Votos Inválidos         | Votos Inválidos                   | 942    | 1,76 / 100,00   | 0,01 |
| Total                   | Total                             | 53 480 | 100,00 / 100,00 |      |
| Eleitorado/Participação | Eleitorado/Participação           | 72 310 | 73,96 / 100,00  | 3,03 |

### Marco de Canaveses
| Partido                 | Partido                        | Votos  | %               | +/-  |
| ----------------------- | ------------------------------ | ------ | --------------- | ---- |
|                         | Partido Social Democrata       | 14 898 | 61,63 / 100,00  | 0,93 |
|                         | Partido Socialista             | 5 852  | 24,21 / 100,00  | 5,12 |
|                         | Centro Democrático e Social    | 1 498  | 6,20 / 100,00   | 1,29 |
|                         | Coligação Democrática Unitária | 533    | 2,20 / 100,00   | 1,91 |
|                         | Outros                         | 925    | 3,83 / 100,00   |      |
| Votos Inválidos         | Votos Inválidos                | 467    | 1,93 / 100,00   | 0,49 |
| Total                   | Total                          | 24 173 | 100,00 / 100,00 |      |
| Eleitorado/Participação | Eleitorado/Participação        | 35 541 | 68,01 / 100,00  | 6,45 |

### Matosinhos
| Partido                 | Partido                           | Votos   | %               | +/-  |
| ----------------------- | --------------------------------- | ------- | --------------- | ---- |
|                         | Partido Social Democrata          | 39 038  | 43,63 / 100,00  | 1,07 |
|                         | Partido Socialista                | 36 575  | 40,88 / 100,00  | 6,24 |
|                         | Coligação Democrática Unitária    | 6 611   | 7,39 / 100,00   | 3,09 |
|                         | Centro Democrático e Social       | 2 591   | 2,90 / 100,00   | 0,12 |
|                         | Partido da Solidariedade Nacional | 1 044   | 1,17 / 100,00   | Novo |
|                         | Outros                            | 2 146   | 2,40 / 100,00   |      |
| Votos Inválidos         | Votos Inválidos                   | 1 474   | 1,65 / 100,00   | 0,05 |
| Total                   | Total                             | 89 479  | 100,00 / 100,00 |      |
| Eleitorado/Participação | Eleitorado/Participação           | 121 009 | 73,94 / 100,00  | 5,31 |

### Paços de Ferreira
| Partido                 | Partido                        | Votos  | %               | +/-  |
| ----------------------- | ------------------------------ | ------ | --------------- | ---- |
|                         | Partido Social Democrata       | 15 180 | 62,92 / 100,00  | 1,62 |
|                         | Partido Socialista             | 5 837  | 24,20 / 100,00  | 4,88 |
|                         | Centro Democrático e Social    | 1 299  | 5,38 / 100,00   | 1,03 |
|                         | Coligação Democrática Unitária | 875    | 3,63 / 100,00   | 1,49 |
|                         | Outros                         | 671    | 2,78 / 100,00   |      |
| Votos Inválidos         | Votos Inválidos                | 262    | 1,09 / 100,00   | 0,19 |
| Total                   | Total                          | 24 124 | 100,00 / 100,00 |      |
| Eleitorado/Participação | Eleitorado/Participação        | 32 686 | 73,81 / 100,00  | 6,10 |

### Paredes
| Partido                 | Partido                        | Votos  | %               | +/-  |
| ----------------------- | ------------------------------ | ------ | --------------- | ---- |
|                         | Partido Social Democrata       | 26 060 | 65,37 / 100,00  | 0,63 |
|                         | Partido Socialista             | 8 386  | 21,03 / 100,00  | 4,24 |
|                         | Centro Democrático e Social    | 2 350  | 5,89 / 100,00   | 0,09 |
|                         | Coligação Democrática Unitária | 1 130  | 2,83 / 100,00   | 1,83 |
|                         | Outros                         | 1 320  | 3,31 / 100,00   |      |
| Votos Inválidos         | Votos Inválidos                | 621    | 1,56 / 100,00   | 0,26 |
| Total                   | Total                          | 39 867 | 100,00 / 100,00 |      |
| Eleitorado/Participação | Eleitorado/Participação        | 53 286 | 74,82 / 100,00  | 6,73 |

### Penafiel
| Partido                 | Partido                        | Votos  | %               | +/-  |
| ----------------------- | ------------------------------ | ------ | --------------- | ---- |
|                         | Partido Social Democrata       | 20 716 | 57,41 / 100,00  | 1,35 |
|                         | Partido Socialista             | 10 140 | 28,10 / 100,00  | 6,23 |
|                         | Centro Democrático e Social    | 1 512  | 4,19 / 100,00   | 0,35 |
|                         | Coligação Democrática Unitária | 1 479  | 4,10 / 100,00   | 2,16 |
|                         | Outros                         | 1 489  | 4,13 / 100,00   |      |
| Votos Inválidos         | Votos Inválidos                | 746    | 2,07 / 100,00   | 0,11 |
| Total                   | Total                          | 36 082 | 100,00 / 100,00 |      |
| Eleitorado/Participação | Eleitorado/Participação        | 49 273 | 73,23 / 100,00  | 6,23 |

### Porto
| Partido                 | Partido                           | Votos   | %               | +/-  |
| ----------------------- | --------------------------------- | ------- | --------------- | ---- |
|                         | Partido Social Democrata          | 95 978  | 48,72 / 100,00  | 1,00 |
|                         | Partido Socialista                | 63 131  | 32,05 / 100,00  | 7,24 |
|                         | Coligação Democrática Unitária    | 18 091  | 9,18 / 100,00   | 3,41 |
|                         | Centro Democrático e Social       | 9 120   | 4,63 / 100,00   | 0,37 |
|                         | Partido da Solidariedade Nacional | 2 854   | 1,45 / 100,00   | Novo |
|                         | Outros                            | 4 923   | 2,49 / 100,00   |      |
| Votos Inválidos         | Votos Inválidos                   | 2 893   | 1,47 / 100,00   | 0,14 |
| Total                   | Total                             | 196 990 | 100,00 / 100,00 |      |
| Eleitorado/Participação | Eleitorado/Participação           | 279 672 | 70,44 / 100,00  | 7,30 |

### Póvoa de Varzim
| Partido                 | Partido                           | Votos  | %               | +/-  |
| ----------------------- | --------------------------------- | ------ | --------------- | ---- |
|                         | Partido Social Democrata          | 18 563 | 60,03 / 100,00  | 0,97 |
|                         | Partido Socialista                | 7 446  | 24,08 / 100,00  | 4,28 |
|                         | Centro Democrático e Social       | 2 617  | 8,46 / 100,00   | 0,71 |
|                         | Coligação Democrática Unitária    | 1 006  | 3,25 / 100,00   | 2,38 |
|                         | Partido da Solidariedade Nacional | 327    | 1,06 / 100,00   | Novo |
|                         | Outros                            | 543    | 1,76 / 100,00   |      |
| Votos Inválidos         | Votos Inválidos                   | 419    | 1,36 / 100,00   | 0,43 |
| Total                   | Total                             | 30 921 | 100,00 / 100,00 |      |
| Eleitorado/Participação | Eleitorado/Participação           | 44 279 | 69,83 / 100,00  | 6,56 |

### Santo Tirso
| Partido                 | Partido                        | Votos  | %               | +/-  |
| ----------------------- | ------------------------------ | ------ | --------------- | ---- |
|                         | Partido Social Democrata       | 30 166 | 50,01 / 100,00  | 0,02 |
|                         | Partido Socialista             | 22 195 | 36,79 / 100,00  | 6,16 |
|                         | Centro Democrático e Social    | 2 646  | 4,39 / 100,00   | 0,25 |
|                         | Coligação Democrática Unitária | 2 314  | 3,84 / 100,00   | 1,82 |
|                         | Outros                         | 2 077  | 3,44 / 100,00   |      |
| Votos Inválidos         | Votos Inválidos                | 926    | 1,54 / 100,00   | 0,32 |
| Total                   | Total                          | 60 324 | 100,00 / 100,00 |      |
| Eleitorado/Participação | Eleitorado/Participação        | 80 738 | 74,72 / 100,00  | 4,49 |

### Valongo
| Partido                 | Partido                           | Votos  | %               | +/-  |
| ----------------------- | --------------------------------- | ------ | --------------- | ---- |
|                         | Partido Social Democrata          | 21 439 | 50,89 / 100,00  | 0,18 |
|                         | Partido Socialista                | 14 309 | 33,97 / 100,00  | 5,70 |
|                         | Coligação Democrática Unitária    | 3 026  | 7,18 / 100,00   | 3,03 |
|                         | Centro Democrático e Social       | 1 149  | 2,73 / 100,00   | 0,12 |
|                         | Partido da Solidariedade Nacional | 487    | 1,16 / 100,00   | Novo |
|                         | Outros                            | 977    | 2,32 / 100,00   |      |
| Votos Inválidos         | Votos Inválidos                   | 739    | 1,75 / 100,00   | 0,02 |
| Total                   | Total                             | 42 126 | 100,00 / 100,00 |      |
| Eleitorado/Participação | Eleitorado/Participação           | 56 684 | 74,32 / 100,00  | 5,41 |

### Vila do Conde
| Partido                 | Partido                        | Votos  | %               | +/-     |
| ----------------------- | ------------------------------ | ------ | --------------- | ------- |
|                         | Partido Social Democrata       | 20 375 | 52,07 / 100,00  | 0,41    |
|                         | Partido Socialista             | 14 020 | 35,83 / 100,00  | 5,01    |
|                         | Coligação Democrática Unitária | 1 550  | 3,96 / 100,00   | 2,51    |
|                         | Centro Democrático e Social    | 1 376  | 3,52 / 100,00   | Estável |
|                         | Outros                         | 1 215  | 3,11 / 100,00   |         |
| Votos Inválidos         | Votos Inválidos                | 593    | 1,52 / 100,00   | 0,18    |
| Total                   | Total                          | 39 129 | 100,00 / 100,00 |         |
| Eleitorado/Participação | Eleitorado/Participação        | 52 746 | 74,18 / 100,00  | 5,71    |

### Vila Nova de Gaia
| Partido                 | Partido                           | Votos   | %               | +/-  |
| ----------------------- | --------------------------------- | ------- | --------------- | ---- |
|                         | Partido Social Democrata          | 71 825  | 48,96 / 100,00  | 0,90 |
|                         | Partido Socialista                | 52 173  | 35,56 / 100,00  | 5,94 |
|                         | Coligação Democrática Unitária    | 10 162  | 6,93 / 100,00   | 3,03 |
|                         | Centro Democrático e Social       | 4 932   | 3,36 / 100,00   | 0,28 |
|                         | Partido da Solidariedade Nacional | 1 666   | 1,14 / 100,00   | Novo |
|                         | Outros                            | 3 620   | 2,47 / 100,00   |      |
| Votos Inválidos         | Votos Inválidos                   | 2 338   | 1,59 / 100,00   | 0,02 |
| Total                   | Total                             | 146 716 | 100,00 / 100,00 |      |
| Eleitorado/Participação | Eleitorado/Participação           | 198 464 | 73,93 / 100,00  | 5,15 |